# Hieracium lycopifolium
Hieracium lycopifolium es una especie de planta con flor del género Hieracium, de la familia Asteraceae, orden Asterales.

## Distribución
Hieracium lycopifolium se distribuye por Francia, Alemania, Italia, España y Suiza.

## Taxonomía
Fue descrita científicamente por Froel.